# Ulica św. Stanisława w Katowicach
Ulica św. Stanisława w Katowicach – ulica w Katowicach, położona w centralnej części miasta, na terenie dzielnicy Śródmieście. Jest to deptak o przebiegu zbliżonym do południowego i łączy ulicę Warszawską z ulicą Mariacką. Zabudowę wzdłuż ulicy tworzą kamienice w stylach historyzmu i modernizmu. 

## Charakterystyka

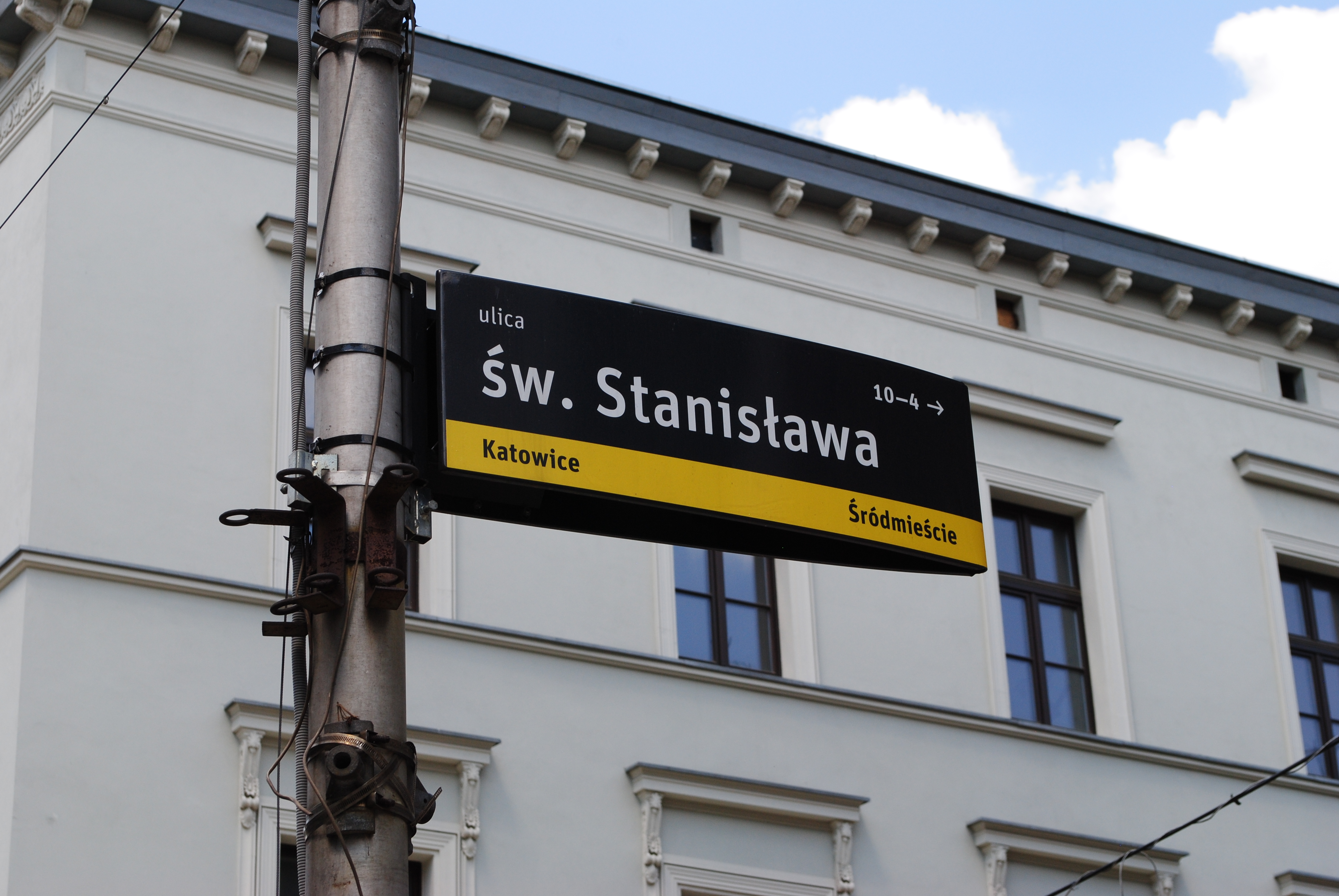
Tabliczka z nazwą ulicy (2023)

Ulica św. Stanisława przebiega przez teren katowickiej dzielnicy Śródmieście na całej swojej długości. Numeracja budynków wzdłuż ulicy zaczyna się od strony północnej, gdzie droga krzyżuje się z ulicą Warszawską. Ulica św. Stanisława biegnie prostolinijnie w kierunku zbliżonym do południowego, gdzie kończy się na skrzyżowaniu z ulicą Mariacką. 
Jest to droga gminna nr 100350S o klasie drogi dojazdowej (D), a łączna długość ulicy wynosi 133 m. W systemie TERYT ulica św. Stanisława widnieje pod numerem 20827, a kod pocztowy dla adresów wzdłuż niej to 40-014. Jest ona w administracji Miejskiego Zarządu Ulic i Mostów w Katowicach.
Ulicą nie żadne pojazdy miejskiego transportu zbiorowego Zarządu Transportu Metropolitalnego. Najbliższy przystanek znajduje się przy ulicy Warszawskiej (Katowice Szkolna) i ulicy Francuskiej (Katowice Mariacka).
Rejon ulicy św. Stanisława charakteryzuje się jednym z największych w Katowicach udziałem powierzchni zabudowanej w powierzchni terenu, przekraczający 75%. Zabudowę ulicy św. Stanisława tworzą bloki zwartej zabudowy, kamienice historyzujące i modernistyczne, w większości o znacznych wartościach zabytkowych.
Ulica nazwana jest imieniem św. Stanisława ze Szczepanowa.

## Historia
Pierwsze plany rozbudowy Katowic, powstałe jeszcze przed nadaniem im praw miejskich 11 września 1865 roku, opracowano 1856 roku na zlecenie Friedricha Wilhelma Grundmanna. Ulice na wschód od Rynku zaczęto wytyczać na przełomie lat 60. i 70. XIX wieku, z czego późniejszą ulicę św. Stanisława wyznaczono jako prostopadłą drogę łącząca szosę mysłowicką (ulicę Warszawską) z późniejszą ulicą Mariacką.
W dalszym okresie trwała intensywna rozbudowa tej części miasta Katowice, w której m.in. dopełniano zabudowę przy istniejącej wówczas sieci ulicznej. Ulica św. Stanisława we współczesnym przebiegu została zaznaczona na mapie wydanej w 1883 roku i była ona wówczas częściowo zabudowana z obydwu stron. Do 1922 roku droga nosiła nazwę Körnerstrasse.
W latach 1922–1939 roku drogę przemianowano na ulicę św. Stanisława. W czasie II wojny światowej ulicy przywrócono nazwę sprzed 1922 roku, a w 1945 roku nazwę przedwojenną.
Ulica św. Stanisława wraz z ulicami Mariacką i A. Mielęckiego zostały na początku XXI wieku przebudowane. We wrześniu 2005 roku został rozstrzygnięty konkurs architektoniczny na zagospodarowanie tych kwartałów. Przebudowa zakładała wymianę nawierzchni ulic na kostkę granitową i brukową oraz wprowadzenie elementów małej architektury. Prace budowlane ukończono w 2008 roku, a na samej ulicy A. Mielęckiego trwały do 2010 roku. Ulica św. Stanisława stała się deptakiem, a zmiana jej charakteru wpłynęła na lokalizację przy niej nowych lokali gastronomicznych. 

## Obiekty zabytkowe i historyczne
- Kamienica (ul. św. Stanisława 1; róg z ul. Warszawską 17)[19] – z lat 70. XIX wieku w stylu historyzmu; przebudowana na przełomie XIX i XX wieku oraz w latach międzywojennych; jest to obiekt murowany z cegły, trójkondygnacyjny ze strychem, zwieńczony dachem dwuspadowym kalenicowym; elewacje kamienicy są tynkowane; posiada ścięty narożnik, do którego przyległe osie zostały ujęte w pseudoryzalit podkreślony boniowaniem; nad parterem znajduje się gzyms kordonowy, który wraz ze ścianą kolankową są ozdobione płycinami[20]; kamienica wpisana jest do gminnej ewidencji zabytków[1],
- Kamienica (ul. św. Stanisława 3)[19] – z 1896 roku w stylu historyzmu według projektu Hansa Zipsa; jest to obiekt murowany z cegły, trójkondygnacyjny z poddaszem i szczytem nad dwoma osiami, zwieńczony dachem dwuspadowym; fasada kamienicy na parterze jest tynkowana, a powyżej ceglana, natomiast detale zostały wykonane w tynku; kondygnacje zostały wydzielone gzymsami kordonowymi, a otwory okienne kamienicy są prostokątne; brama przejazdowa znajduje się w skrajnej osi fasady[21]; kamienica wpisana jest do gminnej ewidencji zabytków[1],
- Kamienica (ul. św. Stanisława 5)[19] – z około 1894 roku z stylu historyzmu; jest to obiekt murowany z cegły, trójkondygnacyjny, zwieńczony dachem dwuspadowym; fasada kamienicy jest sześcioosiowa i z cegły, natomiast detale wykonano w tynku; oś zewnętrzna została zryzalitowana i w niej znajduje się brama przejazdowa; fasadę wieńczy belkowanie; otwory okienne są prostokątne, natomiast na parterze są one zamknięte łukiem odcinkowym w dekoracyjnych opaskach[22]; kamienica wpisana jest do gminnej ewidencji zabytków[1],
- Kamienica (ul. św. Stanisława 6 i 8) – z lat 20.-30. XX w stylu funkcjonalizmu[19]; jest to obiekt murowany z cegły, tynkowany, pięciokondygnacyjny i zwieńczony dachem dwuspadowym spłaszczonym; charakterystycznymi elementem budynku jest jego schodkowy szczyt[23]; kamienica wpisana jest do gminnej ewidencji zabytków[1],
- Kamienica (ul. św. Stanisława 7)[19] – z około 1895 roku w stylu historyzmu; jest to obiekt murowany z cegły, trójkondygnacyjny i zwieńczony dachem dwuspadowym; fasada kamienicy jest dziewięcioosiowa i symetryczna, z cegły i z kamiennym cokołem, natomiast detal wykonano w tynku; znajdujący się na osi portal ujęto pilastrami o bogatym zwieńczeniu; poszczególne kondygnacje zostały wydzielone gzymsami kordonowymi, a fasadę kończy belkowanie o wydatnym gzymsie; otwory okienne są prostokątne[24]; kamienica wpisana jest do gminnej ewidencji zabytków[1]
- Kamienica (ul. św. Stanisława 9) – z lat 20.-30. w stylu późnego modernizmu i funkcjonalizmu; jest to obiekt murowany z cegły, tynkowany, czterokondygnacyjny i zwieńczony dachem dwuspadowym spłaszczonym; w budynku zachowała się modernistyczna stolarka okienna[23]; kamienica wpisana jest do gminnej ewidencji zabytków[1],
- Kamienica (ul. św. Stanisława 10)[19] –  z około 1896 roku w stylu historyzmu; jest to obiekt murowany z cegły, trójkondygnacyjny i zwieńczony dachem dwuspadowym krytym papą; symetryczna fasada kamienicy jest siedmioosiowa, wykonana z cegły, a na poziomie parteru w tynku z pseudoboniowaniem; detale wykonano w tynku; w zewnętrznych osiach występują nieznaczne ryzality, a poszczególne kondygnacje wydzielono gzymsami kordonowymi; otwory okienne są prostokątne, a bramy wejściowej i wjazdowej zwieńczono półkoliście; sama natomiast brama jest jednoskrzydłowa z nadświetlem i jest bogato udekorowana[25]; kamienica wpisana jest do gminnej ewidencji zabytków[1].

## Gospodarka i instytucje
Według stanu z lutego 2024 roku, przy ulicy św. Stanisława w systemie REGON zarejestrowanych było 45 podmiotów gospodarczych, w tym m.in.: firma handlowo-usługowa, firma konsultingowa, biuro nieruchomości, placówki gastronomiczne, przedsiębiorstwo transportowe, biuro podróży, fundacja, wspólnota mieszkaniowa, poradnia psychologiczno-pedagogiczna, kluby sportowe i inne.
Wierni rzymskokatoliccy mieszkający przy ulicy św. Stanisława przynależą do parafii Niepokalanego Poczęcia Najświętszej Maryi Panny.